# Église Saint-Georges de Taraš
Pour les articles homonymes, voir Église Saint-Georges.
L'église Saint-Georges de Taraš (en serbe cyrillique : Црква Светог Георгија у Тарашу ; en serbe latin : Crkva Svetog Georgija u Tarašu) est une église orthodoxe serbe située à Taraš, dans la province autonome de Voïvodine, sur le territoire de la Ville de Zrenjanin et dans le district du Banat central en Serbie. Elle est inscrite sur la liste des monuments culturels protégés de la république de Serbie (identifiant no SK 1983).

## Présentation
L'église a été construite en 1853, comme en témoigne une inscription située au-dessus de l'entrée occidentale ; elle est caractéristique du style néo-classique.
L'édifice, monumental, est constitué d'une nef unique prolongée par une abside demi-circulaire ; la façade occidentale est dominée par un clocher. L'ensemble de la construction est en retrait par rapport à l'alignement de la rue. Les murs extérieurs mesurent près d'un mètre d'épaisseur. En plus de son clocher, la façade occidentale est dotée d'un portique avec des colonnes massives supportant une architrave et un tympan, le tout soulignant le caractère monumental de l'ensemble.
À l'intérieur se trouve une iconostase sculptée dans l'atelier de Novi Sad de Luka Аlеksiјеvić en 1890.

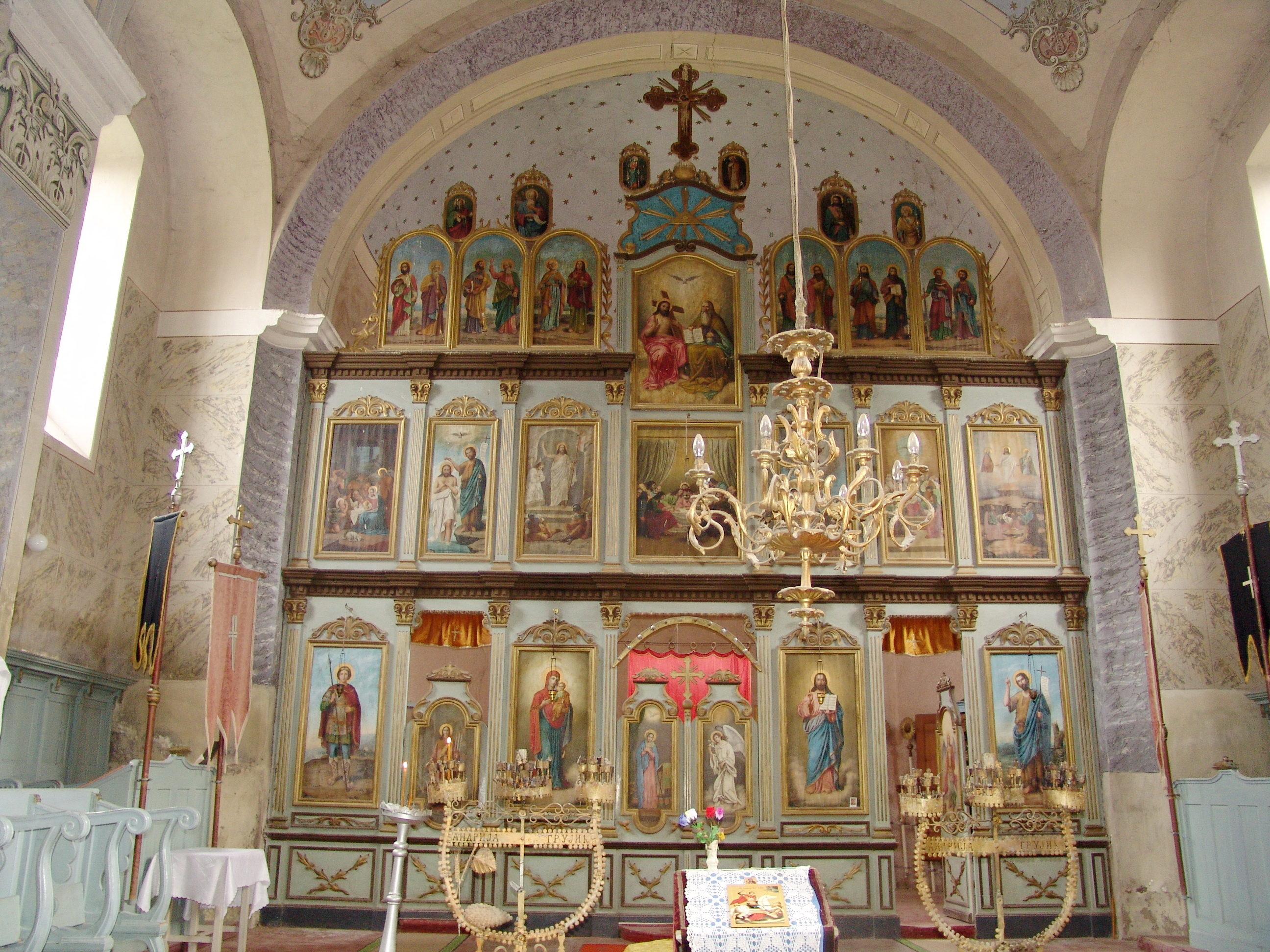
L'iconostase de l'église.